# Balerina (film)
Balerina (titlul original: în rusă Солистка балета, transliterat: Solistka baleta) este un film de balet sovietic, realizat în 1947 de regizorul Aleksandr Ivanovski, protagoniști fiind actorii Mira Redina, Viktor Kazanovici, Olga Jizneva și Galina Ulanova.
Scenele de balet sunt interpretate pe muzica lui Ceaikovski

## Rezumat
Un film muzical romantic despre calea creativă a doi tineri artiști care se iubesc, balerina Natașa Subbotina și cântărețul de operă Alexei Ozerov.

## Distribuție
- Mira Redina – Natașa Subbotina
- Viktor Kazanovici – Aleksei Ozerov
- Olga Jizneva – Vera Nelidova, profesoară la scoala de coregrafie
- Vladimir Gardin – Profesor la Conservatorul Liubomirski
- Galina Ulanova – balerina Sinelnikova
- Vladimir Preobrajenski – partenerul ei
- Nonna Iastrebova – Olga Vereiskaia
- Nina Boldîreva – mama Olgăi
- Konstantin Adașevski – tatăl Olgăi
- Aleksandr Orlov – acompaniatorul Apollon Ivolghin
- Fiodor Kurihin – Kuzma, portarul școlii de coregrafie
- Anatoli Nelidov – bunicul Natașei
- Aleksandra Trișko – бабушка Наташи
- М. F. Kamaletdinov – Nikolai Lebedev, partenerul Natașei